# LasseMajas detektivbyrå
LasseMajas detektivbyrå er en svensk børnebogserie skrevet af Martin Widmark og illustreret af Helena Willis. LasseMaja inkluderer også puslespil, dataspil, etc.

## Handling
Bogserien handler om 2 børn, Lasse og Maja, der bor i staden Valleby og har et detektivkontor (bureau) (detektivbyrå). De elsker mysterier og hjælper Vallebys politimester.

### Bøger
- 1.Diamantmysteriet (2002)
- 2.Hotellmysteriet (2002)
- 3.Cirkusmysteriet (2003)
- 4.Cafémysteriet (2003)
- 5.Mumiemysteriet (2004)
- 6.Biografmysteriet (2004)
- 7.Tågmysteriet (2005)
- 8.Tidningsmysteriet (2005)
- 9.Skolmysteriet (2006)
- 10.Guldmysteriet (2006)
- 11.Saffransmysteriet (2006)
- 12.Zoomysteriet (2007)
- 13.Biblioteksmysteriet (2007)
- 14.Fotbollsmysteriet (2008)
- 15.Kyrkomysteriet (2008)
- 16.Kärleksmysteriet (2009)
- 17.Galoppmysteriet (2009)
- 18.Campingsmysteriet (2010)
- 19.Sjukhusmysteriet (2011)
- 20.Simborgarmysteriet (2011)

### TV-serier og filmer
I 2006 blev en tv-serie baseret på bogserien sendt som julekalendern i Sveriges Television. I 2008 blev tv-seriens opfølger filmen LasseMajas detektivbyrå – Kameleontens hämnd produceret.